# Spinus psaltria
El jilguero menor, cápita negra, chinchimbacal (en la península de Yucatán), chirulí (en Venezuela), chisga, pardillo pequeño, jilguerito dominico, jilguero aliblanco o mozotillo de charral (Spinus psaltria) es una especie de ave paseriforme de la familia Fringillidae propia de América. En esta familia se ubican los pinzones, jilgueritos, eufonías y parientes. Es pariente próximo del jilguero yanqui y del jilguero gris.
Mide entre 10 y 11 cm de longitud y pesa en promedio 9,5 g. Los machos se reconocen por el amarillo brillante de su cuello, pecho y vientre y las notorias bandas blancas en las alas y cola. Las hembras y ejemplares juveniles tienen las parte superiores de color gris oliváceo y las inferiores amarillentas, más pálidas en los ejemplares jóvenes.
Habita desde las costas del estado de Washington y el suroccidente de los Estados Unidos, así como en México y Centroamérica, hasta Venezuela, Colombia, Ecuador y Perú. En invierno migra de los lugares fríos de EE. UU. En México se le ha observado en todos los estados del país. Su hábitat preferido son los árboles y arbustos con excepción de los del bosque denso o la selva; es frecuente encontrarlo cerca de  casas y dondequiera que haya cardos. Esta especie de jilguerito no se encuentra listada en la NOM-059-SEMARNAT-2010.

## Descripción
Mide entre 10 y 11 cm de longitud y pesa en promedio 9,5 g. Presenta dimorfismo sexual y polimorfismo. Hay una progresiva variación clinal de la talla, de los más pequeños al noroccidente a los más grandes en el suroriente, siendo más notoria la diferencia entre las hembras. Hay también una notoria variación entre subespecies en el tamaño de la capucha y capa negra de los machos que parece obedecer también a cambios clinales en la frecuencia alélica.
Los machos se reconocen por el amarillo brillante de su cuello, pecho y vientre y las notorias bandas blancas en las alas y cola. El color obscuro de la cabeza y parte superior incluye el exterior de los oídos y puede variar de negro brillante a pardo o aceitunado. El negro es más obscuro en la subespecie C. p. psaltria (Oberholser, 1903), el jilguero de Arkansas, en tanto que es más claros en la subespecie C. p. hesperophilus, el jilguero dominico, común en el lejano oeste de Estados Unidos y el noroccidente de México. En una amplia zona de Estados Unidos y México pueden coexistir ambos fenotipos, pero al oriente del meridiano 106° W solamente se encuentran ejemplares con cabeza y lomo negros.

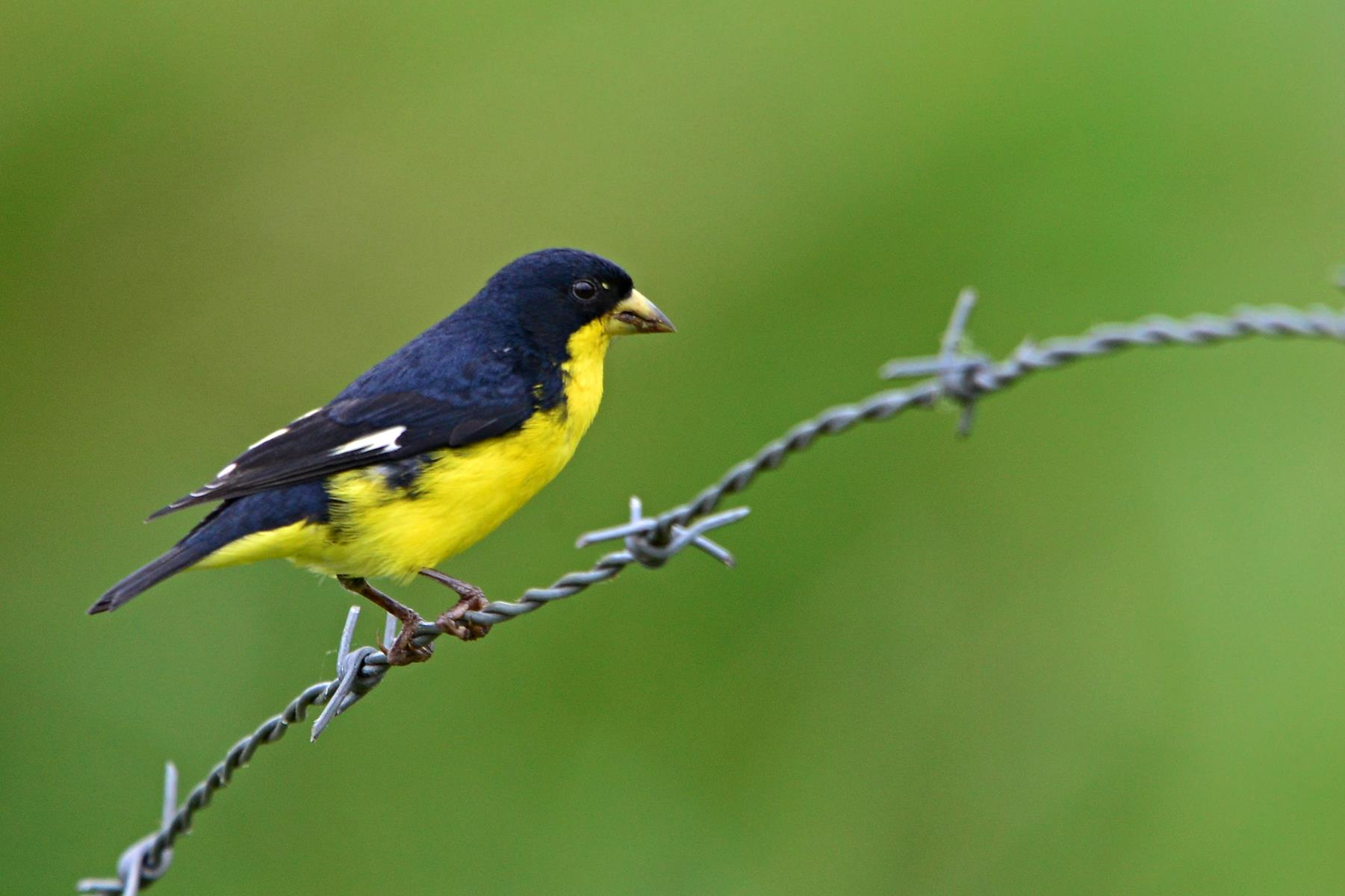
Macho de S. psaltria colombianus en Armenia, Colombia.

La subespecie Carduelis psaltria colombianus (Lafresnaye, 1843) habita al sur del Istmo de Tehuantepec y la C. p. jouyi (Ridgway, 1898) de la península de Yucatán se distinguen por el amarillo más intenso y extendido de sus partes inferiores. La subespecie C. p. witti (P. R. Grant, 1964) de las Islas Marías y Nayarit está siendo estudiada y parece distinguirse por un pico más largo y mayor.

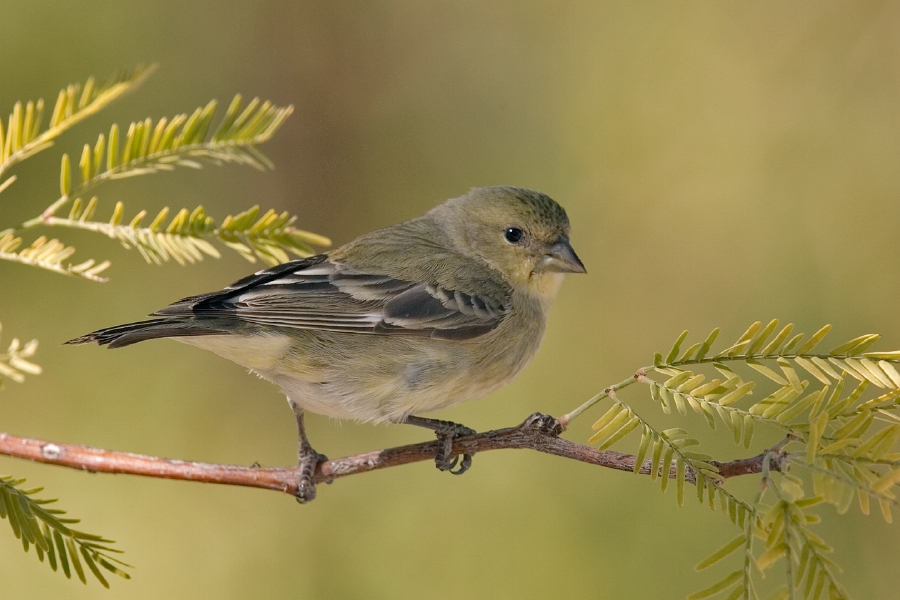
Hembra.

Las hembras y ejemplares juveniles tienen las parte superiores de color gris oliváceo y las inferiores amarillentas, más pálidas en los ejemplares jóvenes; presentan apenas una estrecha franja blanca en las alas, pocas marcas blancas y muy poco o nada de blanco en la cola.
Como otros jilgueros tiene un vuelo ondulado en el cual hace con frecuencia una llamada, un chig
chig chig áspero. Otra llamada distintiva es un silbido muy agudo, extenso, subiendo a menudo a partir de un teeeyeee  y bajando hasta un teeeyooo. Su canto es un trino o gorjeo prolongado, similar al del jilguero norteamericano, a menudo incorporando las imitaciones de otras especies.

## Distribución y ecología
Habita desde las costas del estado de Washington y el suroccidente de los EE. UU., así como en México y Centroamérica, hasta Venezuela, Colombia, Ecuador y Perú.  En invierno migra de los lugares fríos de EE. UU.
Frecuentemente se presenta en grandes bandadas, en asociaciones menos numerosas. Su hábitat preferido son los árboles y arbustos con excepción de los del bosque denso o la selva y es frecuente encontrarlo cerca de las casas y dondequiera que haya cardos. Grupos de al menos seis ejemplares se observan a menudo alimentándose, principalmente en los brotes de los árboles y de semillas de hierbas; se les ha visto dedicados a comer tierra y se cree que acostumbran a practicar la geofagia.
Anidan en verano en los lugares más fríos de su hábitat pero en el trópico pueden reproducirse y hacer su nido en cualquier época del año, aunque raramente en septiembre y octubre. La hembra pone tres o cuatro huevos blanco-azulado, en un nido en forma de cuenco hecho de materia vegetal como líquenes, raicillas y tiras de corteza, colocado en un arbusto o en los niveles bajos o medios de un árbol.
Mudan de plumaje aunque con diferentes patrones que coinciden con el tono más o menos oscuro de su capa, habiendo una amplia intergradación zonal. Los ejemplares del Pacífico mudan después de criar, aunque las hembras mudan también algunas plumas antes de la reproducción. Los machos jóvenes mudan más plumas de vuelo que las hembras cuando pasan a plumaje adulto. En el oriente del meridiano 106° W, los pájaros mudan completamente antes de la reproducción y después reemplazan una cantidad de plumas, en tanto que la muda postjuvenil no presenta diferencias entre sexos. Sin embargo, todo esto parece depender de los diferentes regímenes de lluvias.
De acuerdo con la IUCN la especie no está amenazada, pero presenta disminuciones locales y, por ejemplo, ya es rara en el piedemonte de los Andes ecuatorianos.

## Filogenia y evolución
Esta especie parece ser la que más se ha extendido de la radiación evolutiva mesoamericana del género Spinus. Se encuentra desde EE. UU., hacia el sur, hasta el norte del Perú.

## Cultura popular
Esta ave en Venezuela es particularmente popular, al punto que en este país se emplea una expresión típica que reza "yo te aviso chirulí" (frase irónica para desmentir o negar un argumento).